# Lukas von Bostel

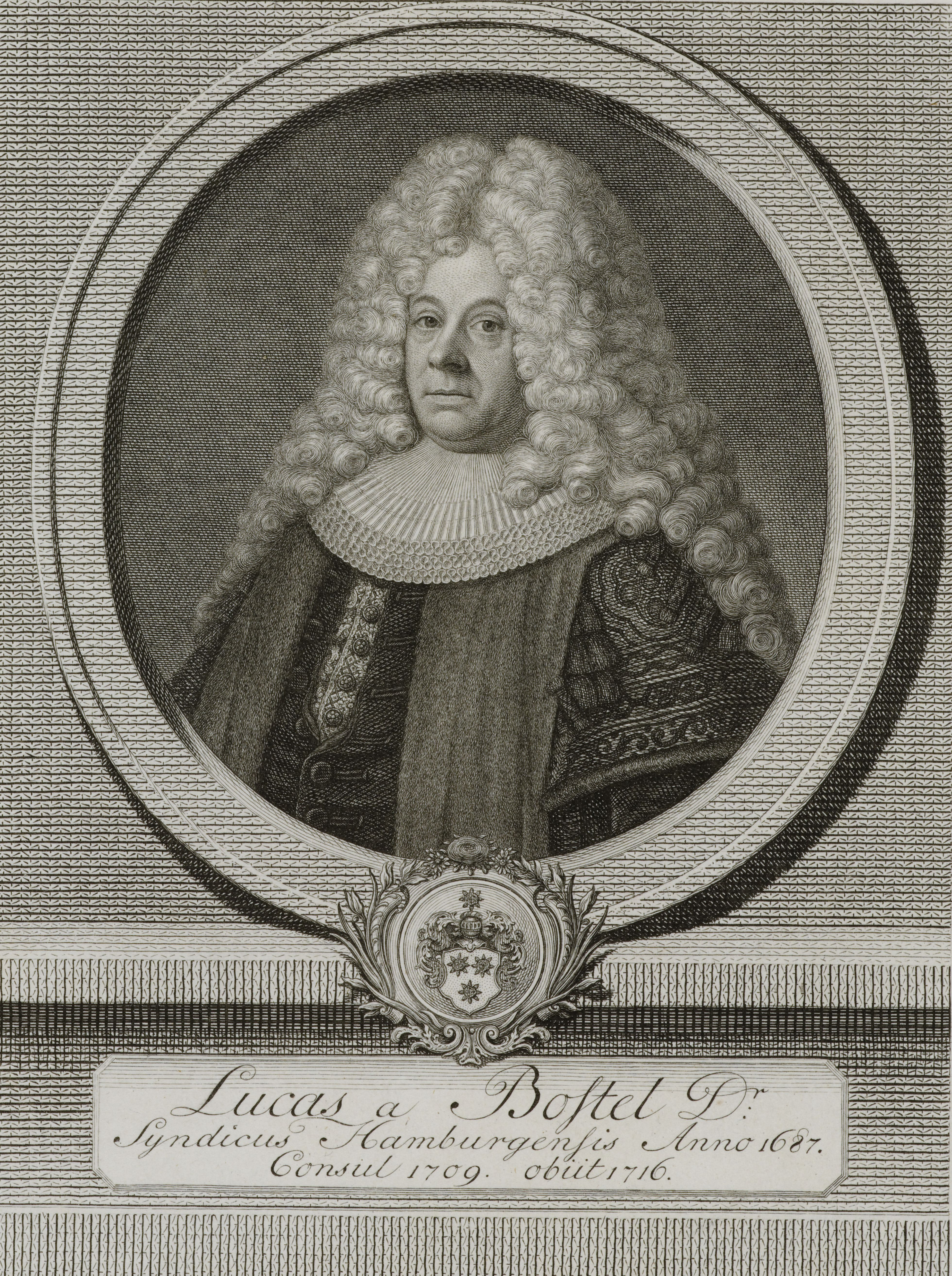
Kupferstich von Johann Christian Gottfried Fritzsch (1775)

Lukas von Bostel (auch Lucas, auch von Borstel; * 11. Oktober 1649 in Hamburg; † 15. Juli 1716 ebenda) war ein deutscher Dichter und Jurist. Außerdem war er als Librettist und Hamburger Bürgermeister tätig.

## Leben

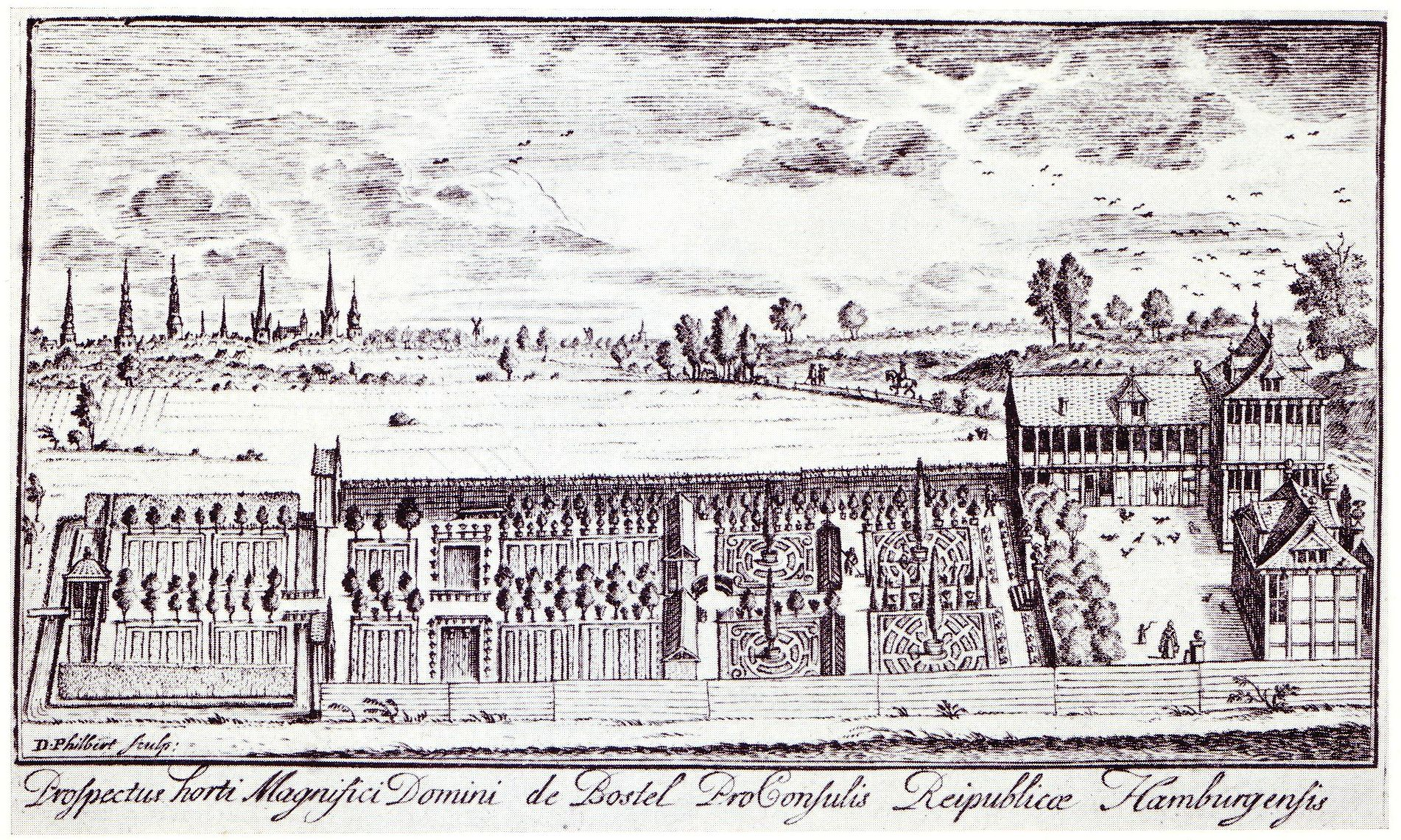
Landhaus von Bostel beim Gesundbrunnen im Vorort Hamm

Lukas von Bostel wurde 1649 als Sohn eines Seidenkrämers und Ratsherren in Hamburg geboren. Er besuchte das Akademische Gymnasium in Hamburg. 1670 begann er an der Ruprecht-Karls-Universität Heidelberg sein Jura-Studium; später wechselte er nach Leiden, wo er 1674 zum Doktor der Rechte promoviert wurde.
Nach seinem Studium unternahm Bostel eine fünfjährige Bildungsreise, die ihn durch fast ganz Europa führte. 1679, nach der Rückkehr in seine Heimatstadt, wurde Bostel Mitglied der aristokratischen Ratspartei.
Von 1682 bis 1683 war Bostel als Vorsitzender des Niedergerichts tätig. 1686 folgte die Wahl zum Stadtsyndikus. 1709 wurde er zum Bürgermeister gewählt.
Lukas von Bostel trug als Mitautor einen maßgeblichen Teil zum Zustandekommen der Hamburger Verfassung (1710–1712) bei.

## Werke
Die Urheber sind in den gedruckten Libretti meist nicht angegeben, Zuweisungen daher teilweise unsicher.

### Libretti
- Theseus (nach Thésée von Philippe Quinault, vertont vom Hamburger Opernkomponisten Strungk 1683)
- Der hochmüthige, gestürtzte und wider-erhobene Croesus (nach Nicolò Minato: Il Creso(Wien 1678), vertont von den Hamburger Opernkomponisten Förtsch 1684 und Keiser 1711)
- Das Unmoeglichste Ding / Jn einem Sing-Spiel vorgestellet (?, nach Lope de Vega: El mayor imposible, vertont von Förtsch 1684 Digitalisat)
- Der Glückliche Groß-Vezier Cara Mustapha, Erster Theil, Nebenst Der grausahmen Belagerung und Bestürmung der Käyserlichen Residentz-Stadt Wien (vertont von Franck 1686)
- Der Unglückliche Cara Mustapha Anderer Theil, Nebenst Dem erfreulichen Entsatze der Käyserlichen Residentz-Stadt Wien (vertont von Franck 1686)

### Pamphlet
- Wahrhaffte Deduction-Schrifft, Worinnen Der Ursprung und Verlauff des, von denen beyden Executirten Cordt Jastram und Hieronymus Schnitker, Wie auch ihren Adhærenten, angesponnenen heillosen Complots ... dargethan und erwiesen wird, Hamburg 1687.